# Наше утро
Наше утро — общественно-политическая и литературная газета либерально-буржуазного направления. Издавалась с 20 мая (2 июня) 1912 года до 18 (31) июля 1915 год в Гродно на русском языке.
Освещала внутреннюю и внешнюю политику правительства, работу Государственной думы, общественную жизнь города и губернии. Печатала статьи на экономические, научные и литературные темы, литературно-художественные обзоры, рецензии на театральные постановки и музыкальные концерты, этнографические материалы, освещала вопросы белорусского театра.
Неоднократно терпела судебные гонения и административные взыскания за критику политики царизма. Откликнулась на издание произведений Льва Толстого, положительно оценивала творчество Максима Горького, Леонида Андреева, Михаила Арцыбашева. Поддерживало новые направления в театральном искусстве, творчество Константина Станиславского. Критиковала модернизм (футуризм, кубизм), полемизировала с газетами «Северо-западная жизнь» и «Минское слово».